# Dammit Janet!
«Dammit Janet!» (рус. «Чёртова Жанет!») — пятнадцатая серия второго сезона мультсериала «Гриффины». Премьерный показ состоялся 13 июня 2000 года на канале FOX. В России премьерный показ состоялся 15 июля 2002 года на канале Рен-ТВ.

## Сюжет
Озабоченная тем, что Стьюи плохо общается с другими детьми, Лоис отправляет малыша в ясли (англ. daycare), где он постоянно находится в окружении детишек своего возраста. Лоис скучает без Стьюи и Брайан предлагает ей выйти на работу.
Питер предлагает своей жене устроиться стюардессой, чтобы иметь возможность бесплатно летать по всему миру. С помощью связей Куэгмайера Лоис получает эту работу. Её новая работа нелегка, а Питер тем временем путешествует в Австралию на один день.
Подслушав хвастовство Питера о своих бесплатных путешествиях, Лоис тащит мужа прямо в самолёте в туалет, чтобы выяснить отношения. Пока они там ругаются, их самолёт угоняют на Кубу. Поскольку у них нет документов, Питер и Лоис добираются до Флориды на плотах вместе с кубинскими беженцами.
Тем временем в яслях Стьюи влюбляется в девочку Жанет: он ухаживает за ней и поёт ей серенады. Однако его любовь безответна, а в конце эпизода Жанет разбивает малышу сердце тем, что, как оказалось, она хотела получить от него лишь печенье.

## Создание
Авторы сценария: Мэтт Уэйцман и Майк Бэркер.
Режиссёр: Берт Ринг.
Приглашённые знаменитости: Мо Коллинз, Кэмрин Менхайм и Хэйли Осмент.